# 吕帕肯站
吕帕肯站（丹麥語：Ryparken Station）现在是哥本哈根市郊铁路的一个车站，位于丹麦首都哥本哈根厄斯特布羅。1926年2月1日启用。1934年4月3日引入哥本哈根市郊铁路。最初的站名是“灵比路站”，1972年改为现名。

## 图片集

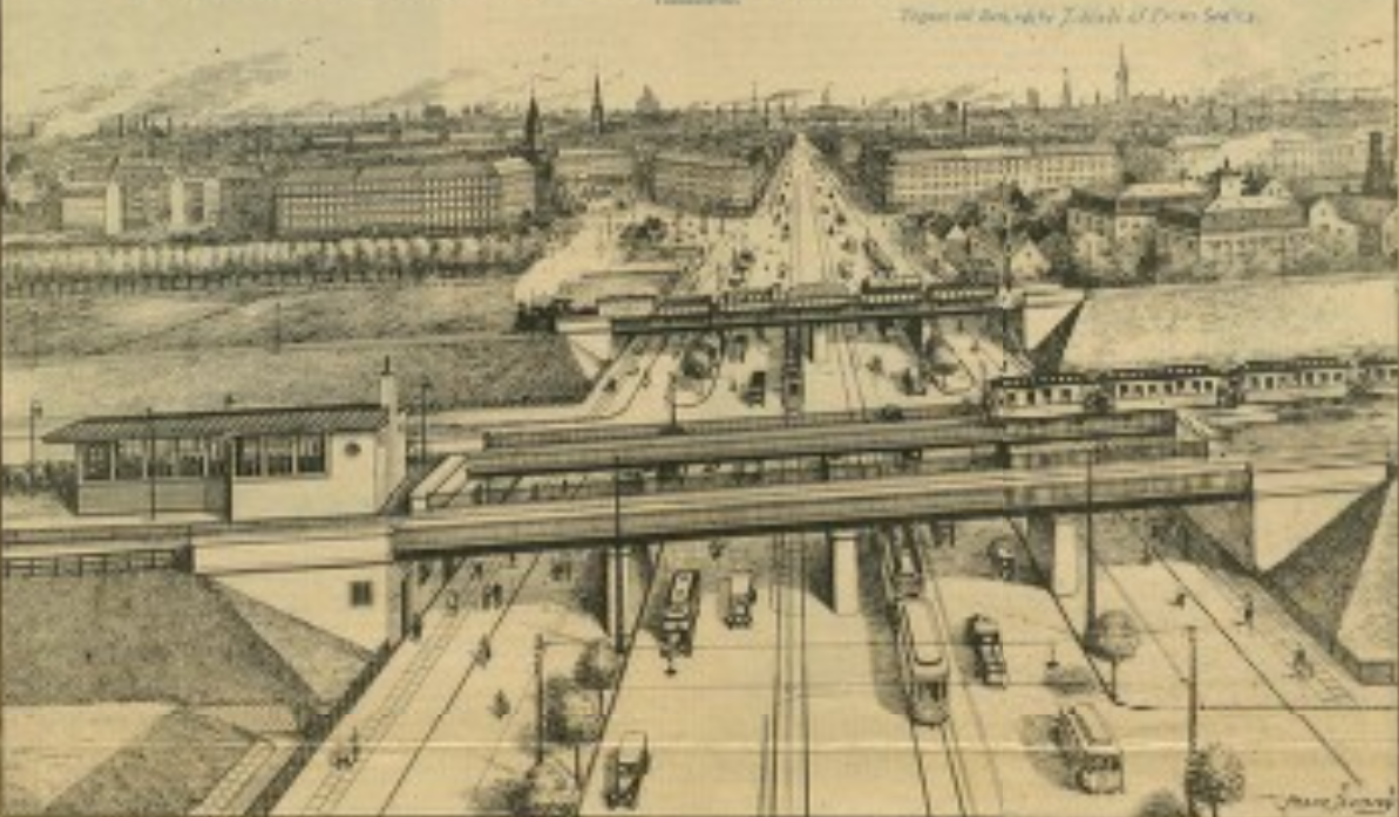
1931年时的车站，作者：Franz Šedivý
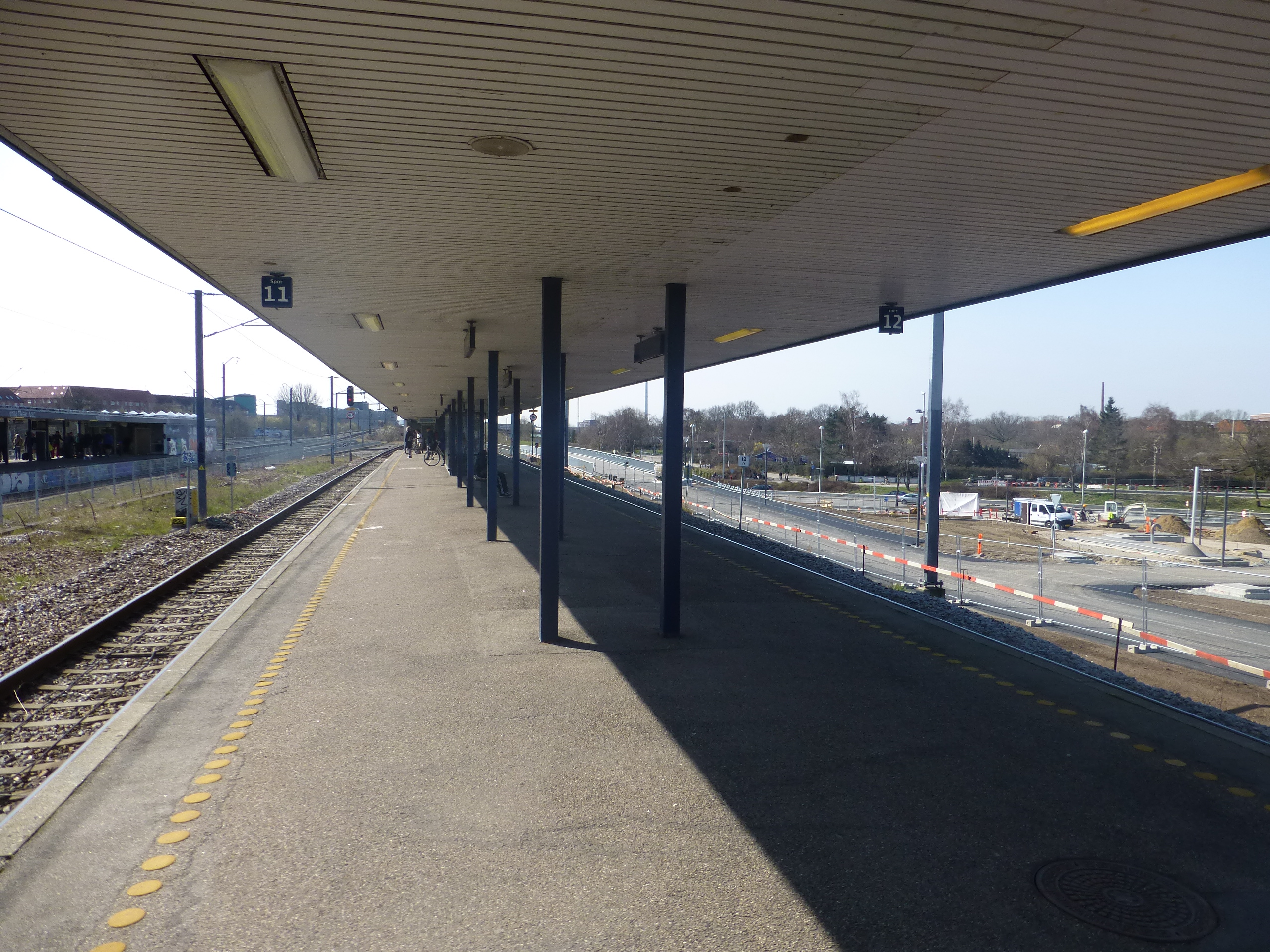
哥本哈根环线铁路站台
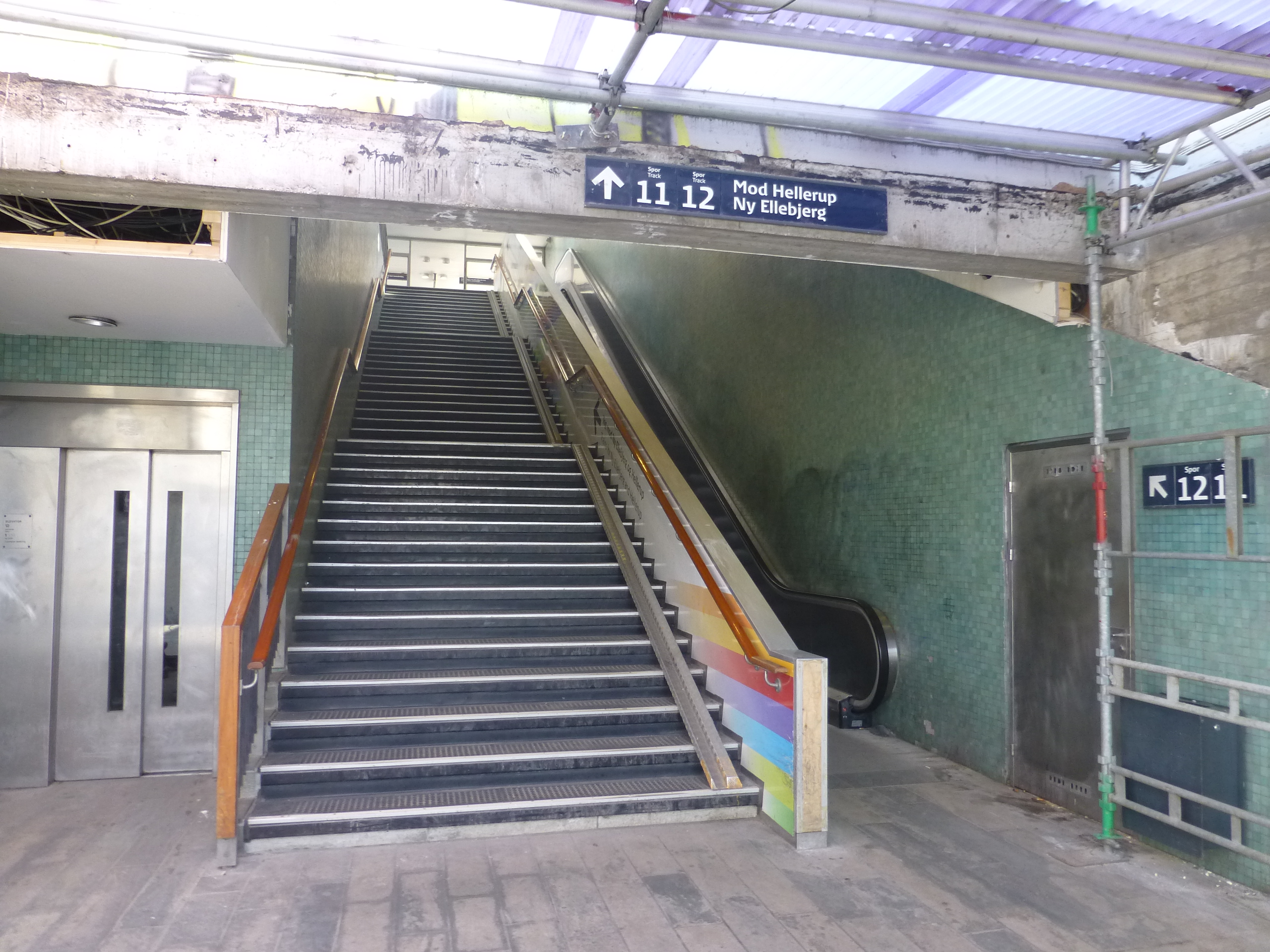
通往哥本哈根环线铁路站台的楼梯与自动扶梯
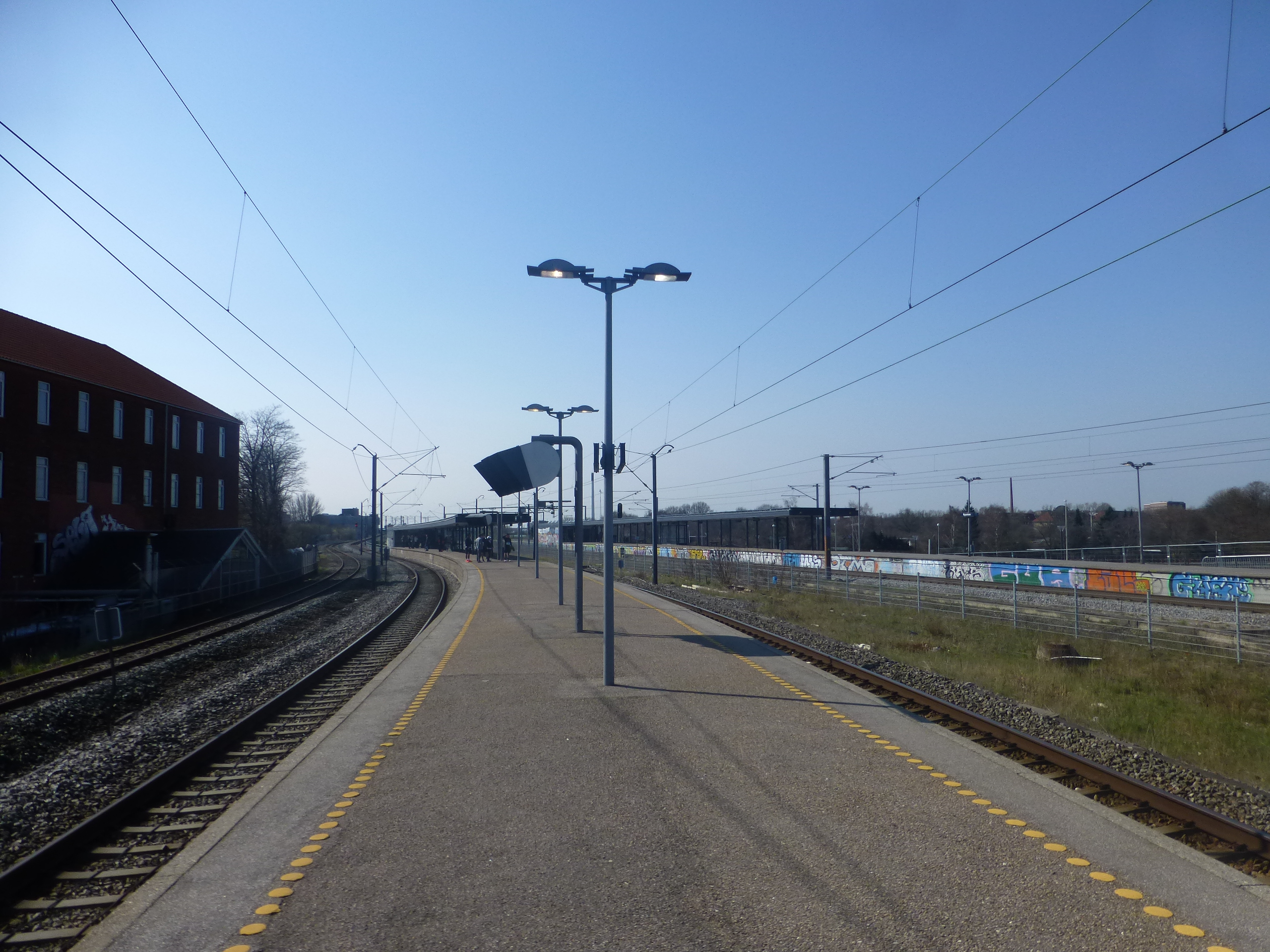
哈勒森林铁路（丹麥語：Hareskovbanen）站台
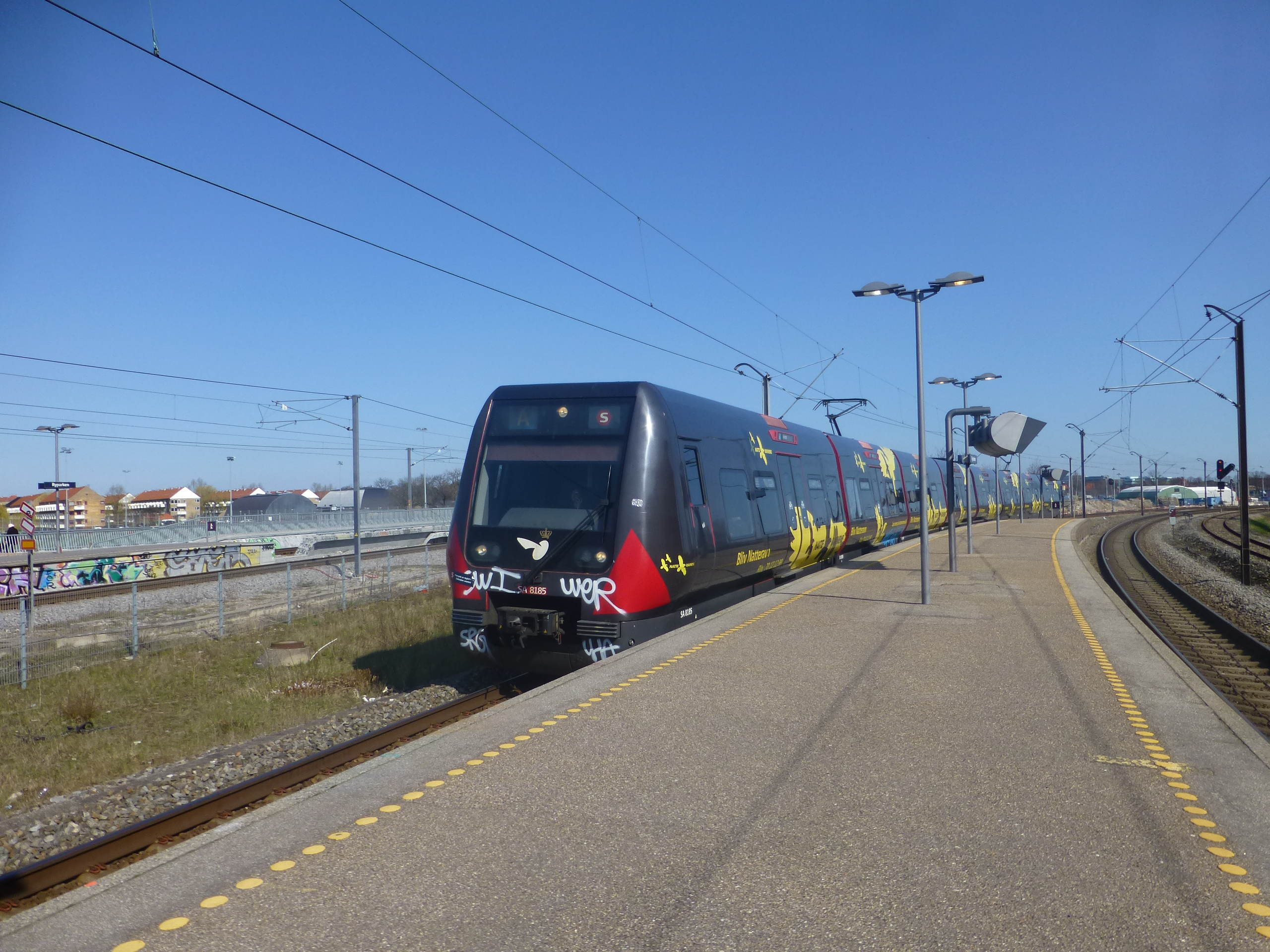
哥本哈根市郊铁路A线列车经过本站（哥本哈根市郊铁路A线现已不经过本站）
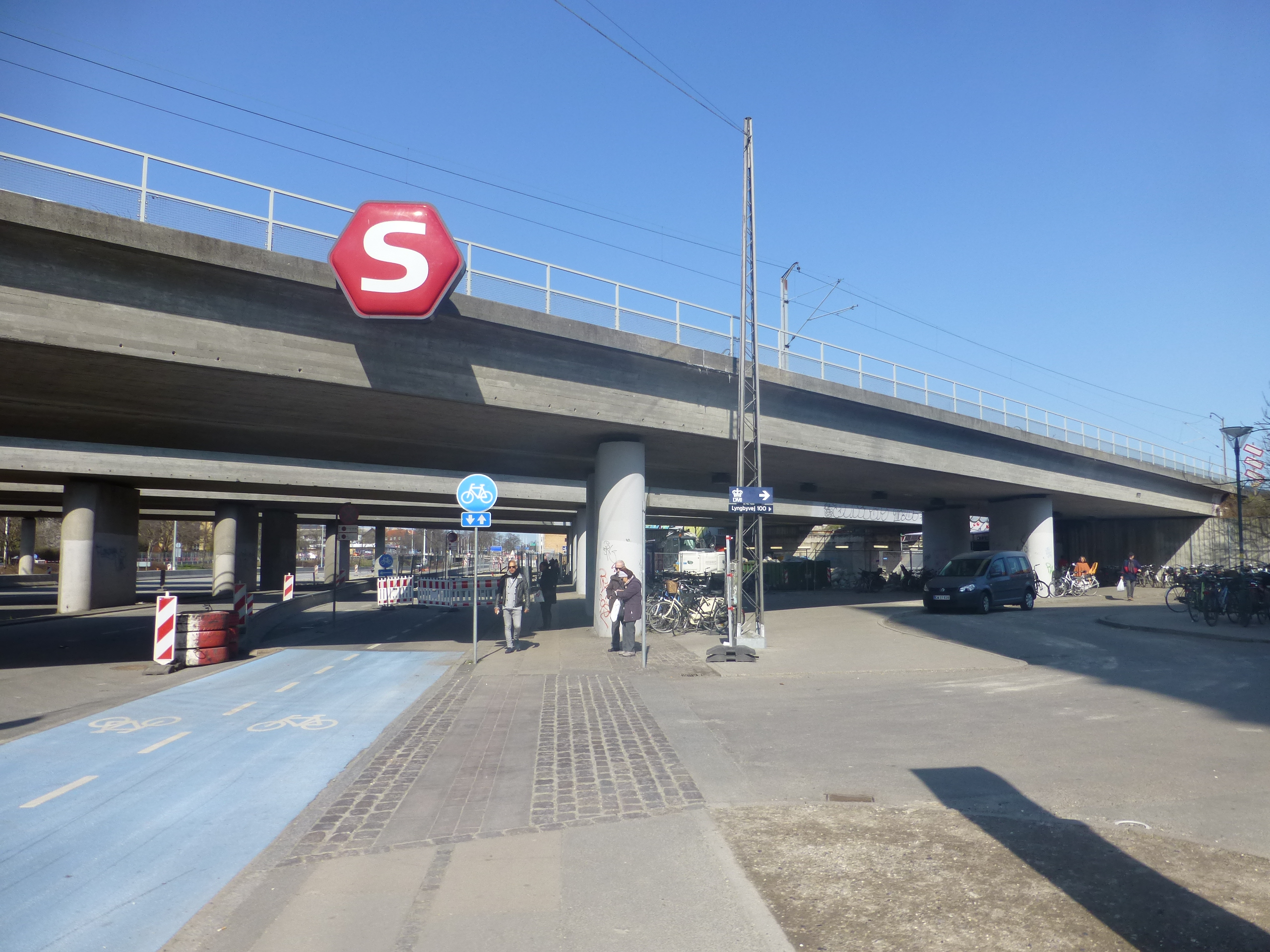
由灵比路一侧拍摄的车站照片

## 外部連結
- 丹麦国家铁路官网对吕帕肯站的介绍（页面存档备份，存于）（丹麦语）